# João Rilton
João Rilton é um psicanalista e palestrante brasileiro, autor do livro “Comunicação Emocional: a arte da empatia” e coautor do livro “Neurocomunicação: gestão emocional e autoconhecimento para liderança e negócios”. É criador de três cursos de pós-graduação no país: “Neurociência Aplicada à Educação”, “Educação Socioemocional” pelo Instituto Brasileiro de Formação de Educadores (IBFE) e “Programação Neurolinguística” pela Sociedade Brasileira de Comunicação Emocional (SBCE). É professor de Comunicação Emocional nos cursos de Pós MBA, Formação de Conselheiros, Governança Corporativa, e Ambidestria Corporativa, pela Inova Business School. É mentor de diversos executivos no país nas áreas de gerenciamento emocional e comunicação assertiva e não-violenta. Professor de ioga, pianista e praticante de meditação.

## Livros
- NeuroComunicação
- Comunicação Emocional - A arte da empatia